# Gran desierto de Altar
El Gran Desierto de Altar es el desierto ubicado en el noroeste de México y sur de Estados Unidos; Arizona, una la esquina sureste de California, gran parte de Baja California y casi la mitad de Sonora, extendiéndose hasta el golfo de California. Es una sub-ecorregión del desierto de Sonora, 
El área contiene la región volcánica de las cumbres de la Sierra  El Pinacate, y la Reserva de la biosfera El Pinacate y Gran Desierto de Altar en Sonora, un Sitio Patrimonio Mundial de la UNESCO. Las parte más norteñas se empalman con el Monumento Nacional Organ Pipe Cactus y el Refugio Nacional de vida salvaje Cabeza Prieta en el suroeste de Arizona, y la Mesa de Andrade en California. 

## Geografía

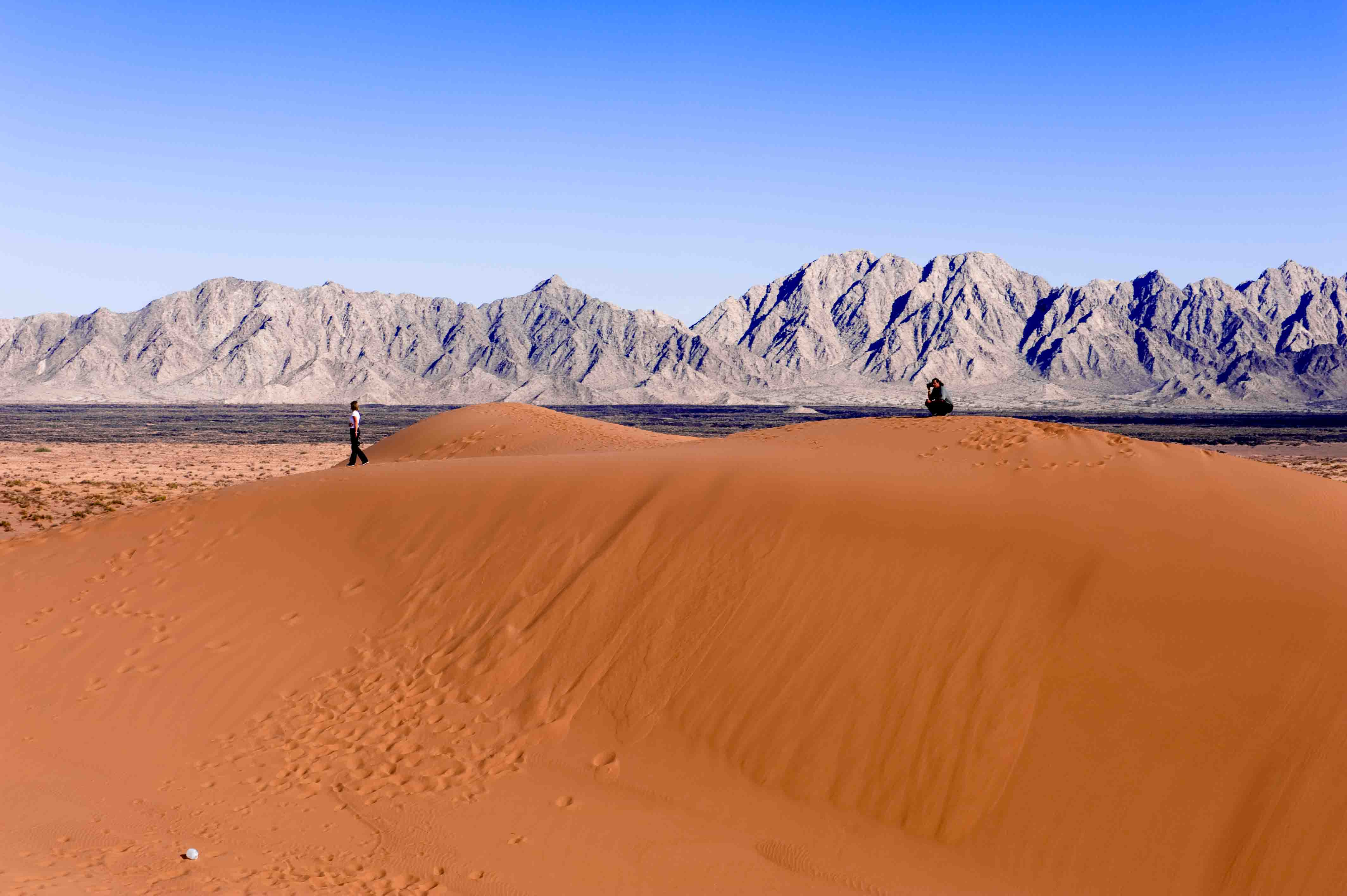
Dunas de arena en Reserva de la biosfera El Pinacate y Gran Desierto de Altar, noroeste de Sonora, México.

El Gran Desierto cubre aproximadamente 5700 km², la mayoría de él, en el estado mexicano de Sonora. Las capas de arena y dunas que dominan el paisaje varían en grosor de menos de 1 kilómetro a más de 12 kilómetros. El volumen total de arena en el Gran Desierto es de 60 km³ aproximadamente. La mayor parte de ese volumen fue llevado ahí por el río Colorado del pleistoceno, el cual fluyó a través del área donde actualmente se encuentra el Gran Desierto hace unos 120 000 años. Este delta del pleistoceno se movió hacia el oeste de manera síncrona al deslizamiento de placas tectónicas asociado con la falla de San Andrés y el golfo de California.